# クモ亜目

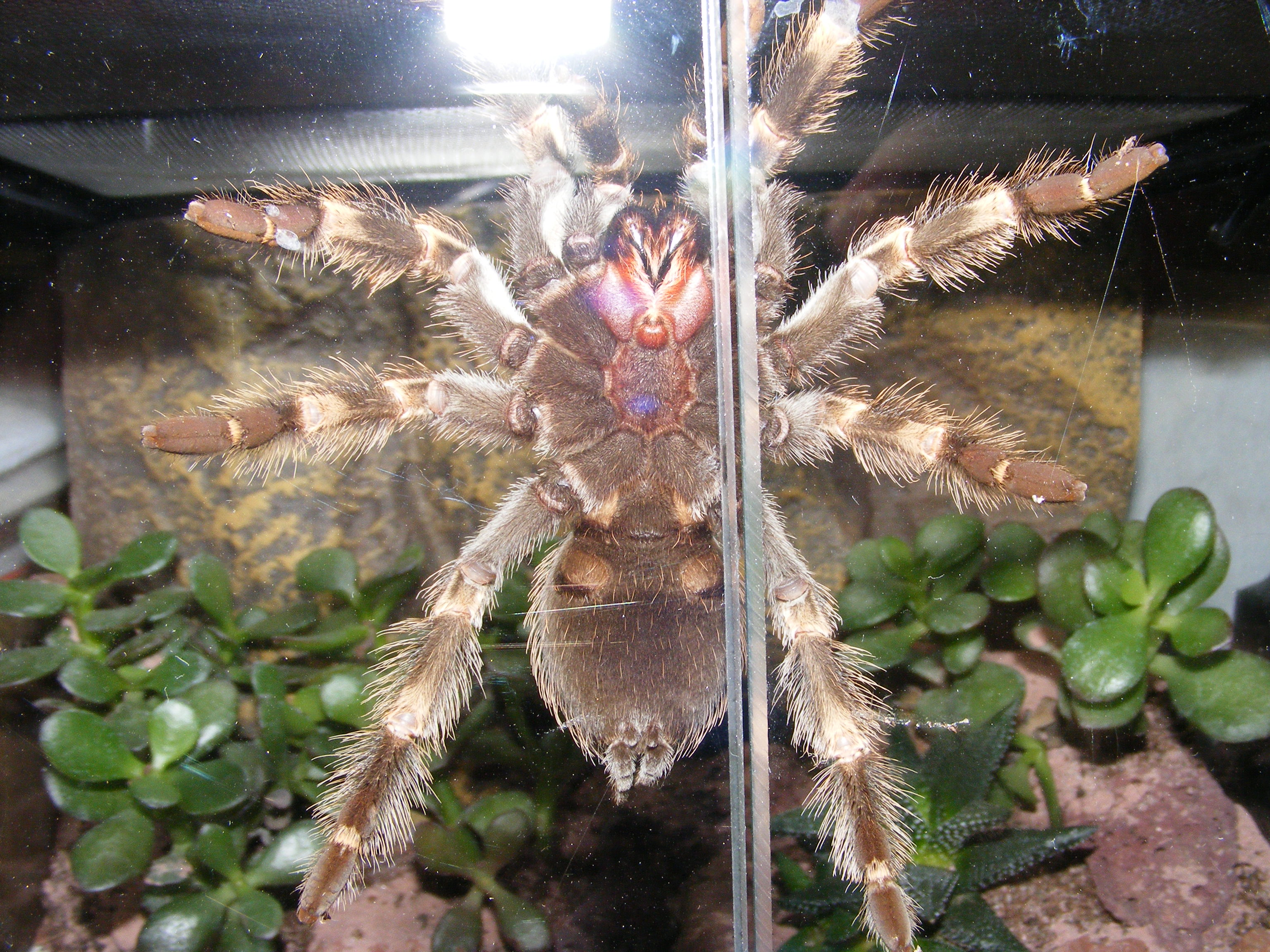
Brachypelma Smithi（オオツチグモ科）
腹面・後端に糸疣がある

クモ亜目 Opisthothelae はクモ類（クモ目）の下位分類群の一つ。内容的にはクモ目全体からハラフシグモ亜目を除いたものになる。学名は糸疣の位置に由来し、後疣亜目（こうゆうあもく）ともいう。

## 特徴
内容的にはトタテグモ下目とクモ下目の違いが大きく、共通の特徴を取り上げるのは難しい。その中で特にはっきりしているのは、糸疣の位置である。ハラフシグモ亜目のものでは腹部腹面の中央にあるが、この類では腹部の後端近く、肛門の直前の位置にある。糸疣は腹部第4節・第5節の附属肢に由来すると考えられ、その点ではハラフシグモ亜目の位置が本来の位置に近いと考えられる。つまりクモ下目ではこれが腹部後端に移動したものと考えられる。トタテグモ下目では普通2対で、これはハラフシグモの第5節のものが残ったもの、クモ下目では3対で、これにさらに第4対の外側のものも残った形と考えられる。また、間疣や篩板は第4節内側の対から変化したと考えられる。

### 糸について
糸疣の位置は、糸を出す方向を大きく決めると考えられる。その点、腹部中央下面にあるより、腹部後端にある方がその操作が遙かにたやすいことが想像される。つまり、糸疣の移動は、クモ亜目においてより糸を多用する方向に適している。
また、糸を生み出す糸腺はハラフシグモ亜目では1種類（ほぼ同型ながら2種とする説もある）であるのに対して、トタテグモ亜目のものでもはっきり区別できる2種があり、クモ下目では4種以上を有する。
実際の使用においても、ハラフシグモ亜目の現生種とトタテグモ下目の一部のものとはその生活様式はほぼ同じであるが、ハラフシグモ亜目のものが巣穴の入り口と卵嚢にしか糸を使わないのに対して、トタテグモ類では巣穴全部に糸を使用し、一部の種はその入り口から外に向けて捕獲装置となる構造を糸で作る。クモ下目ではより複雑な網を張るものも数多い。

## 分類体系
古典的な分類では現在のハラフシグモ亜目とトタテグモ下目とクモ下目をそれぞれ亜目として並置した。現在はこの形を取らず、まずハラフシグモ亜目と本亜目の区別をするのは、ハラフシグモ亜目がそれ以外の全群の姉妹群をなすとの判断がある為である。その次の段階として上記の2下目に分ける。
- Araneae クモ目
  - Mesothelae ハラフシグモ亜目（中疣類）
  - Opisthothelae クモ亜目（後疣類）
    - Mygalomorphae トタテグモ下目（原蛛類、トタテグモ類）
    - Araneomorphae クモ下目（新蛛類、フツウクモ類）